# 西福寺 (さいたま市見沼区)

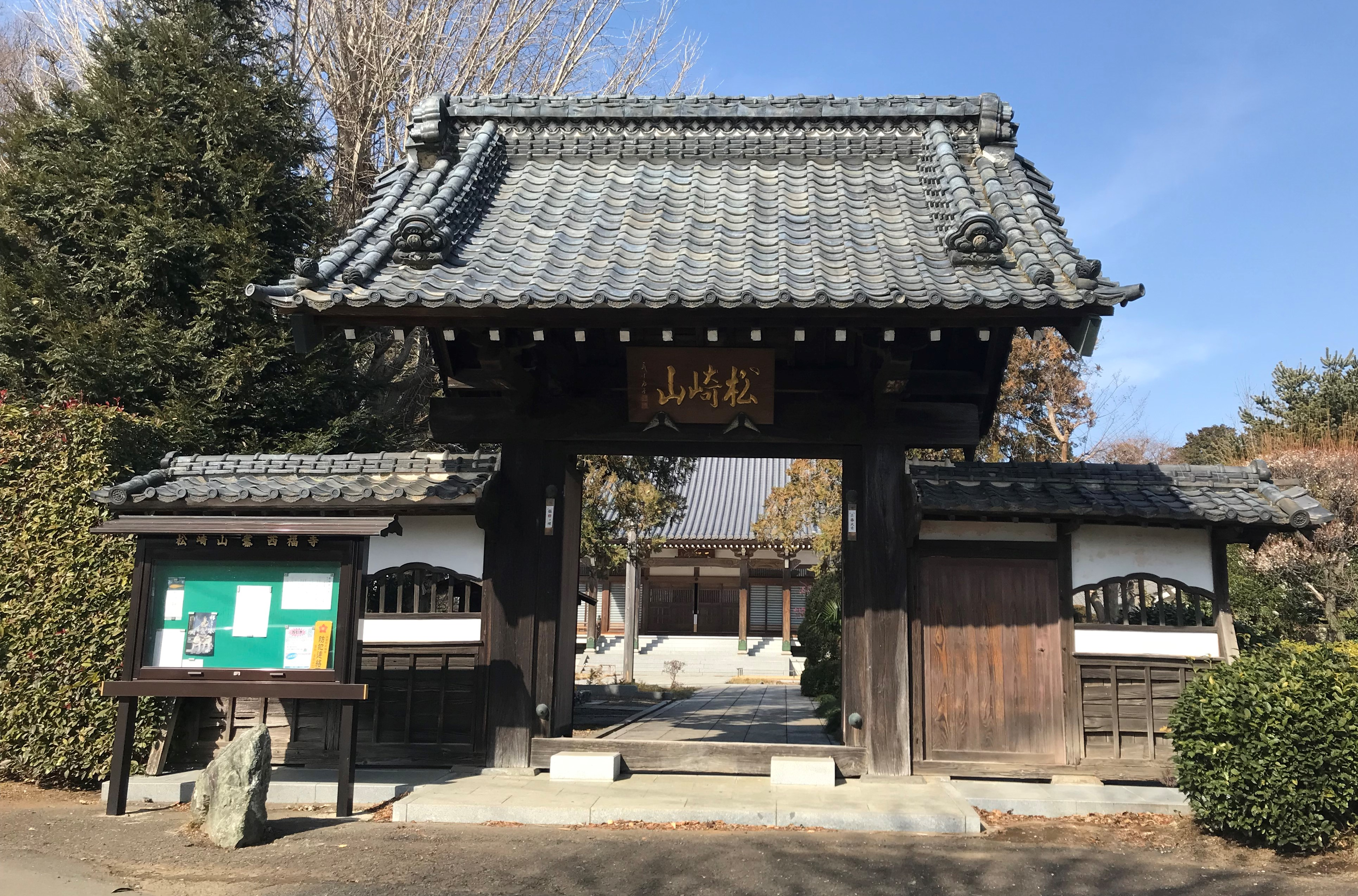
山門

西福寺（さいふくじ）は、埼玉県さいたま市見沼区にある曹洞宗の寺院。

## 歴史
創建年代は不明である。ただ1570年（元亀元年）寂の禅恕宗明によって開山されたことから、室町時代末期に創建されたものと推測される。禅恕宗明は、同市同区の常泉寺の第4世住職である。江戸時代に火災に遭ったこと、無住（住職不在）や兼務の時期が長かったこともあり、記録が散逸してしまい、詳細な歴史は不明となっている。
現在の本堂は、2001年（平成13年）に新築されたものである。

## 交通アクセス
- 路線バス大谷停留所より徒歩12分。